# Serixia ceylonica
Serixia ceylonica är en skalbaggsart som beskrevs av Stefan von Breuning 1958. Serixia ceylonica ingår i släktet Serixia och familjen långhorningar.
Artens utbredningsområde är Sri Lanka. Inga underarter finns listade i Catalogue of Life.